# Chabot (canton)
Pour les articles homonymes, voir Chabot.
Chabot est un canton canadien de l'est du Québec situé dans la municipalité régionale de comté du Témiscouata dans la région administrative du Bas-Saint-Laurent.  Il fut proclamé officiellement le 14 février 1863.  Il couvre une superficie de 27 438 hectares.

## Toponymie
Le toponyme Chabot est en l'honneur de l'homme politique québécois Jean Chabot (1806-1860).